# Австралийский орляк
Австралийский орляк  (лат. Myliobatis australis) — вид хрящевых рыб рода орляков семейства орляковых скатов отряда хвостоколообразных надотряда скатов. Эти скаты являются эндемиками субтропических вод, омывающих южное побережье Австралии. Встречаются у берега на глубине до 85 м. Максимальная зарегистрированная ширина диска 120 см. Грудные плавники этих скатов срастаются с головой, образуя ромбовидный диск, ширина которого превосходит длину. Характерная форма плоского рыла напоминает утиный нос. Тонкий хвост длиннее диска. На хвосте имеется ядовитый шип. Окраска дорсальной поверхности диска серо-коричневого или оливково-зелёного цвета с голубоватыми пятнышками или изогнутыми короткими полосками.
Подобно прочим хвостоколообразным австралийские орляки размножаются яйцеживорождением.  Эмбрионы развиваются в утробе матери, питаясь желтком и гистотрофом. В помёте 2—15 новорождённых. Рацион состоит из морских беспозвоночных, таких как ракообразные и моллюски, а также мелких костистых рыб. Эти скаты являются объектом целевого коммерческого промысла, попадаются качестве прилова, ценятся как рыболовный трофей. Из-за ядовитого шипа потенциально опасны для человека.

## Таксономия
Впервые новый вид был научно описан в 1881 году. Синтип представляет собой особь, пойманную у берегов Нового Южного Уэльса (33°50′ ю. ш. 151°15′ в. д.). Myliobatis tenuicaudatus и австралийский орляк могут оказаться одним видом. В таком случае видовой эпитет tenuicaudatus будет иметь приоритет. Тем не менее, в настоящее время географическая обособленность этих двух субпопуляций подтверждает разделение видов.

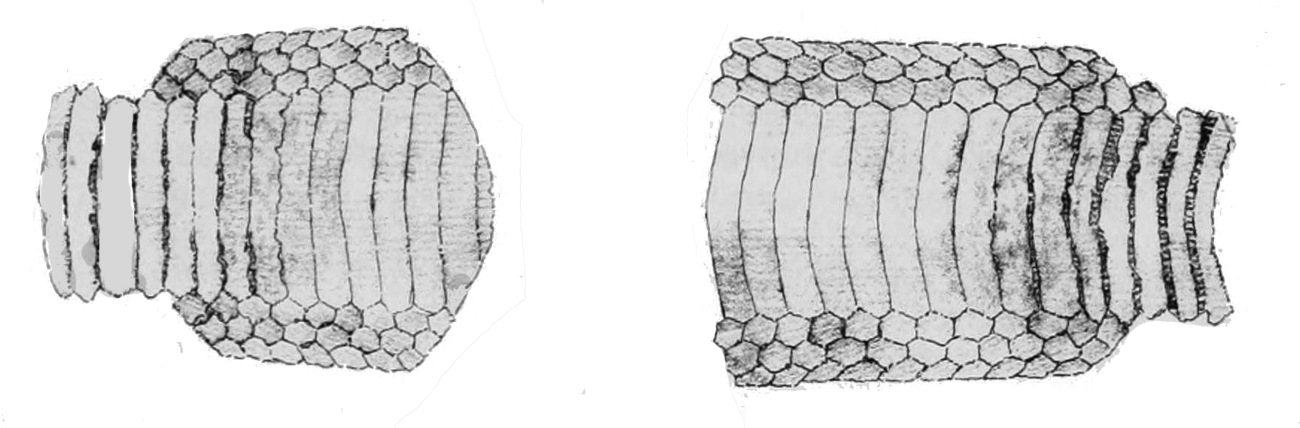
Зубные пластины австралийского орляка

## Ареал и места обитания
Австралийские орляки обитают у южного побережья Австралии от южного Квинсленда до юго-западных берегов Западной Австралии и, вероятно, в водах, омывающие Новую Зеландию. В северной части ареала они довольно редки. Они держатся на мелководье межконтинентального шельфа не глубже 85 м. Предпочитают песчаное дно и заросли водорослей.

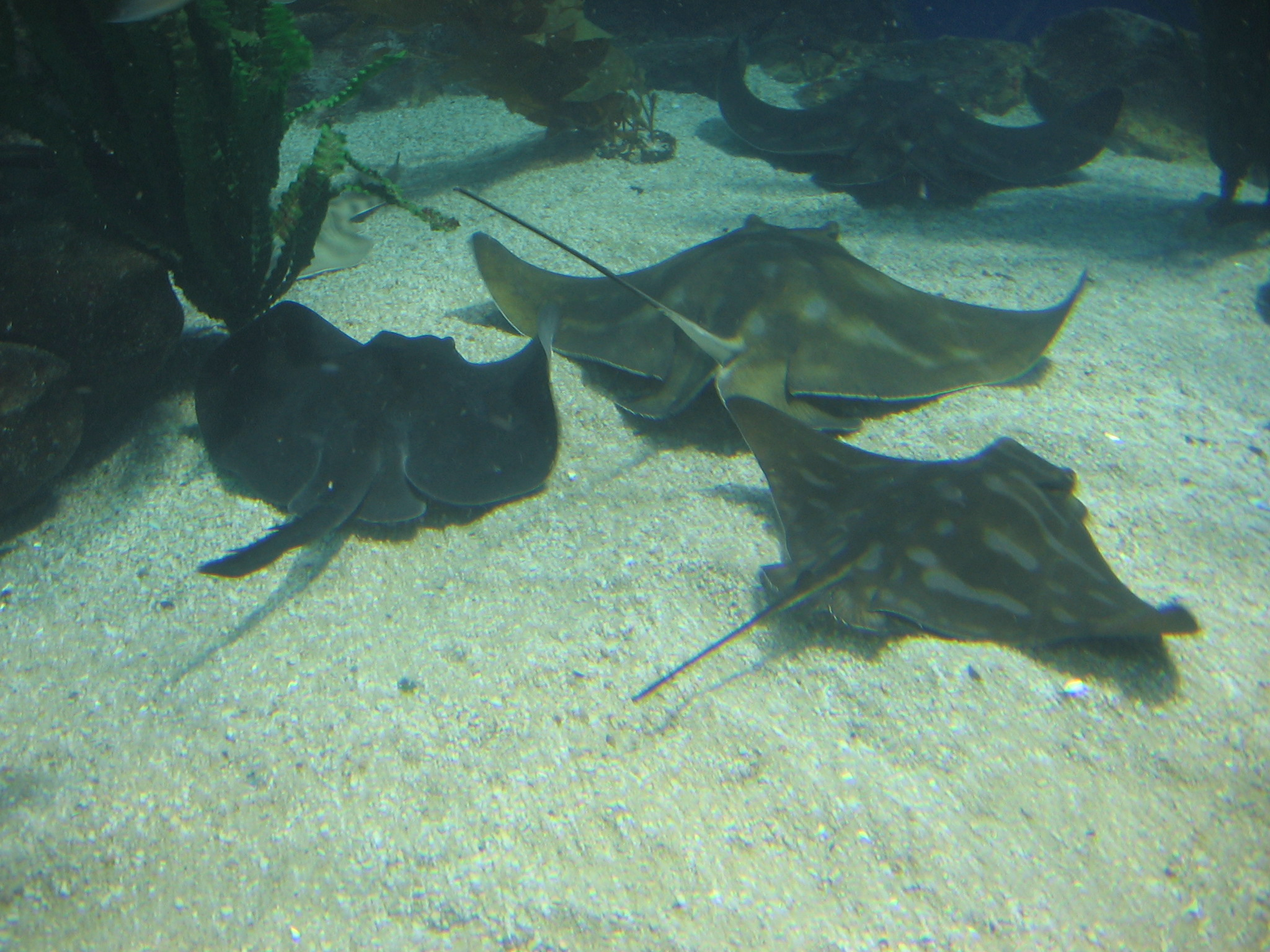
Австралийские орляки в водах Мельбурна

## Описание
Грудные плавники австралийских орляков, основание которых расположено позади глаз, срастаются с головой, образуя ромбовидный плоский диск, ширина которого превышает длину, края плавников имеют форму заострённых («крыльев»). Рыло притуплённое, его окружает единственная мясистая лопасть, которая почти достигает грудных плавников. Голова короткая и закруглённая. Кнутовидный хвост длиннее диска. Брюшные плавники широкие, задний край образует почти прямую линию. Позади глаз расположены брызгальца. На вентральной поверхности диска имеются 5 пар жаберных щелей, рот и ноздри. Между ноздрями пролегает кожный лоскут. Зубы образуют плоскую трущую поверхность, состоящую из 7 рядов на каждой челюсти. На дорсальной поверхности сразу позади небольшого спинного плавника на хвосте присутствует ядовитый шип. Окраска дорсальной поверхности диска коричневатого, оливково-зелёного или желтоватого цвета с голубоватыми пятнышками или изогнутыми короткими полосками. Вентральная поверхность диска бледная, иногда зеленоватая по краями. Кожа гладкая, без чешуи. Максимальная зарегистрированная ширина диска 120 см, а вес 56,5 кг.

## Биология
Подобно прочим хвостоколообразным австралийские орляки относятся к яйцеживородящим рыбам. Эмбрионы развиваются в утробе матери, питаясь желтком и гистотрофом. В помёте 2—15 (в среднем 6) новорождённых с диском шириной 20—30 см. Самцы и самки достигают половой зрелости при ширине диска 65 см и 80 см соответственно. Рацион в первую очередь состоит из крабов, а также моллюсков, полихет, эхиур. Австралийские орляки в свою очередь могут стать добычей крупных рыб, например, акул, и морских млекопитающих.

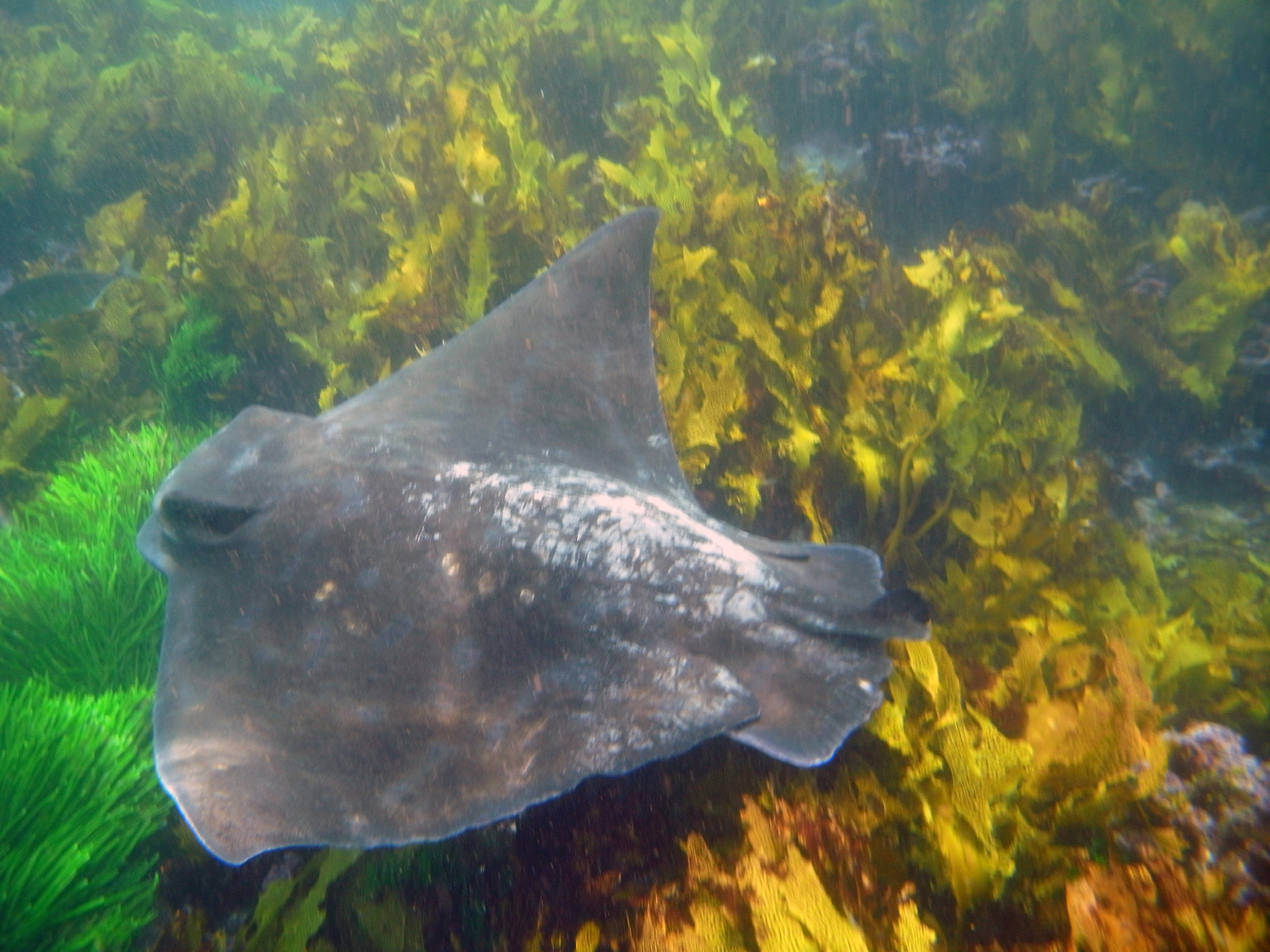
Австралийские орляки иногда встречаются в зарослях водорослей

На австралийских орляках паразитируют Myxosporea Chloromyxum myliobati, моногенеи Empruthotrema tasmaniensis, Heliocotyle ewingi и Monocotyle jordani и разные виды цестод.

## Взаимодействие с человеком
Австралийские орляки не являются объектом целевого коммерческого промысла. Они попадаются в качестве прилова в донные тралы, жаберные сети и ярусы. Мясо используют в пищу. Эти скаты являются ценным трофеем для рыболовов-любителей, попавшись на крючок, они оказывают яростное сопротивление. Под водой к ним приблизиться довольно трудно, поскольку они пугливы и стараются избежать встречи с аквалангистами. Из-за ядовитого шипа на хвосте представляют потенциальную опасность для человека. Международный союз охраны природы еще не оценил статус сохранности данного вида.